# Вэй Нин
Вэй Нин (кит. упр. 魏宁, пиньинь Wèi Níng, род. 5 августа 1982) — китайский стрелок, призёрка Олимпийских игр.

## Биография
Вэй Нин родилась в 1982 году в посёлке Сяцю уезда Есянь округа Яньтай провинции Шаньдун. В 12 лет она захотела пойти учиться в «Школу боевых искусств имени Сун Цзяна», что в уезде Юньчэн городского округа Хэцзэ, чтобы изучать там ушу, но потом согласилась изучать ушу в местной спортшколе. В 1995 году тренер Ян Шэнбин из лайчжоуской спортшколы «Ею» пригласил её к себе, чтобы она занялась лёгкой атлетикой, однако за два года занятий она не достигла особых успехов. В 1997 году в Лайчжоу приехали для отбора воспитанников представители яньтайских и шаньдунских стрелковых спортивных кругов, и Вэй Нин стала тренироваться скиту под руководством тренера Ши Хунда.
В 1998 году на проходившей в Сиане Спартакиаде городов КНР шестнадцатилетняя Вэй Нин завоевала бронзовую медаль. С этого и началась её спортивная карьера. На чемпионате мира 2002 года она завоевала золотую медаль в составе команды, в 2003 — в личном первенстве. На Олимпийских играх 2004 и 2012 годов Вэй Нин завоевала серебряные медали.